# Croix d'Ouides
La croix d'Ouides est une croix monumentale située à Ouides, en France.

## Généralités
La croix est située en face de l'église Saint-Jean-Baptiste à un carrefour, sur le territoire de la commune d'Ouides, dans le département de la Haute-Loire, en région Auvergne-Rhône-Alpes, en France.

## Historique
La croix est datée du XVe siècle ou du XVIe siècle, le fût et la croix étant vraisemblablement de la même époque,. 
La croix est classée au titre des monuments historiques par arrêté du 11 février 1930.

## Description
Posé sur un socle à deux marches, le piédestal carré supporte le fût de la croix en arkose, de section octogonale et légèrement conique, mouluré et à gorge. Le croisillon est en lave noire et de section « presque » carrée et moulurée. Les extrémités des branches de la croix sont ornées de fleurons volumineux à quatre pétales,.
Au niveau iconographique, la croix présente un Christ auréolé sur un des côtés et de l'autre côté, une Vierge de pitié, soutenant un Christ sur ses genoux, est posée sur un entablement,. Cette dernière scène est surmontée d'un dais à arcatures gothiques. Latéralement, deux petits personnages, dont l'un est décapité, représentent vraisemblablement Saint Jean et Marie Madeleine.